# Notylia durandiana
Notylia durandiana är en orkidéart som beskrevs av Célestin Alfred Cogniaux. Notylia durandiana ingår i släktet Notylia och familjen orkidéer. Inga underarter finns listade i Catalogue of Life.